# Municipio de Milford (condado de Juniata)
El municipio de Milford (en inglés: Milford Township) es un municipio ubicado en el condado de Juniata en el estado estadounidense de Pensilvania. En el año 2000 tenía una población de 1.758 habitantes y una densidad poblacional de 17 personas por km².

## Geografía
El municipio de Milford se encuentra ubicado en las coordenadas 40°33′00″N 77°28′59″O / 40.55000, -77.48306.

## Demografía
Según la Oficina del Censo en 2000 los ingresos medios por hogar en la localidad eran de $36,536 y los ingresos medios por familia eran de $42,171. Los hombres tenían unos ingresos medios de $30,400 frente a los $20,804 para las mujeres. La renta per cápita de la localidad era de $16,677. Alrededor del 7,7% de la población estaba por debajo del umbral de pobreza.